# Повітряні сили Японії

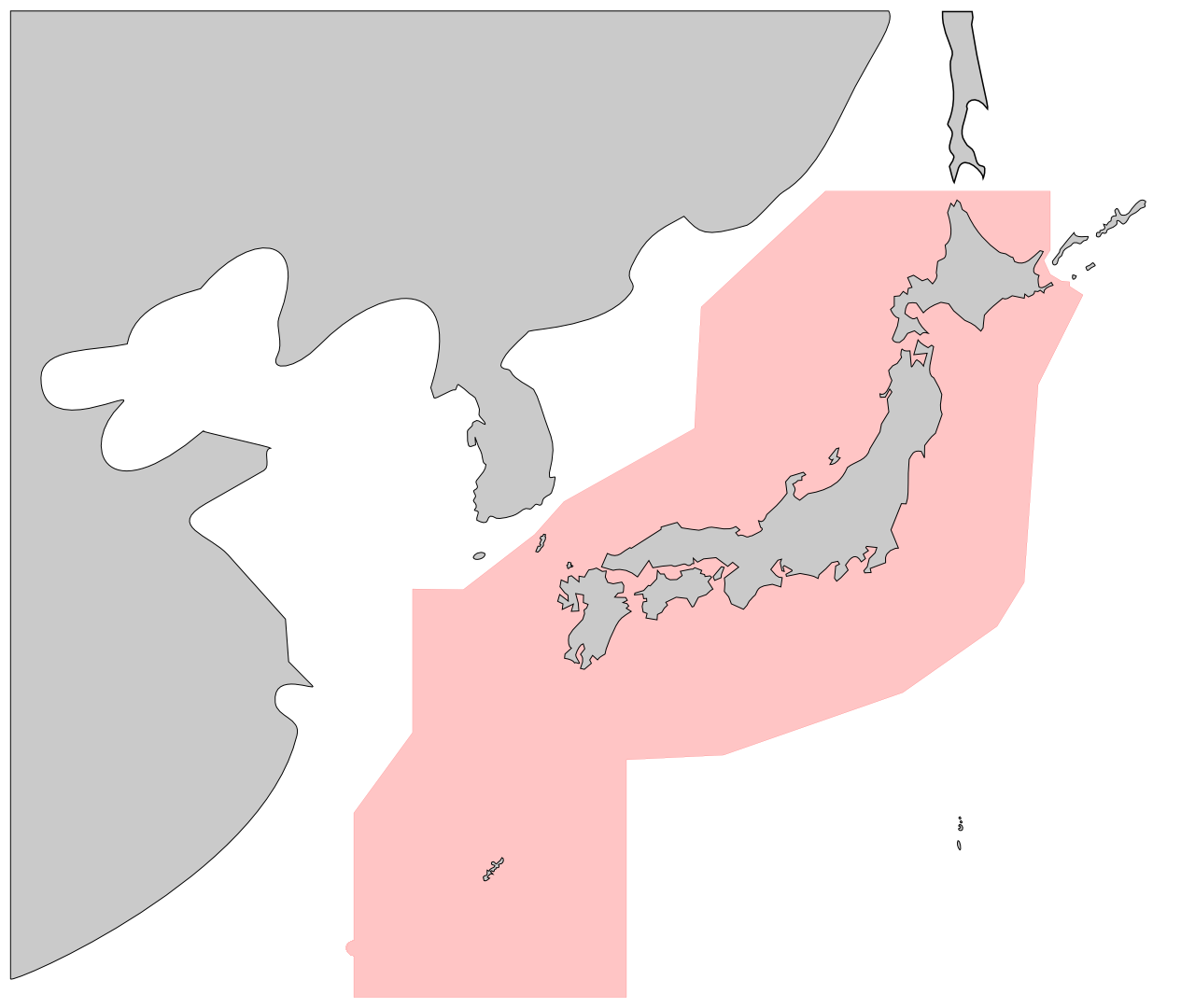
Зона повітряної оборони Японії

Повітряні сили самооборони (яп. 航空自衛隊, коку дзіейтай) — повітряні війська Японії. Складова японських Сил Самооборони. Особливий орган Міністерства оборони.  Очолюється головою штабу повітряних Сил Самооборони.

## Бази
- Омітама
- Йокота